# Vodní filtr

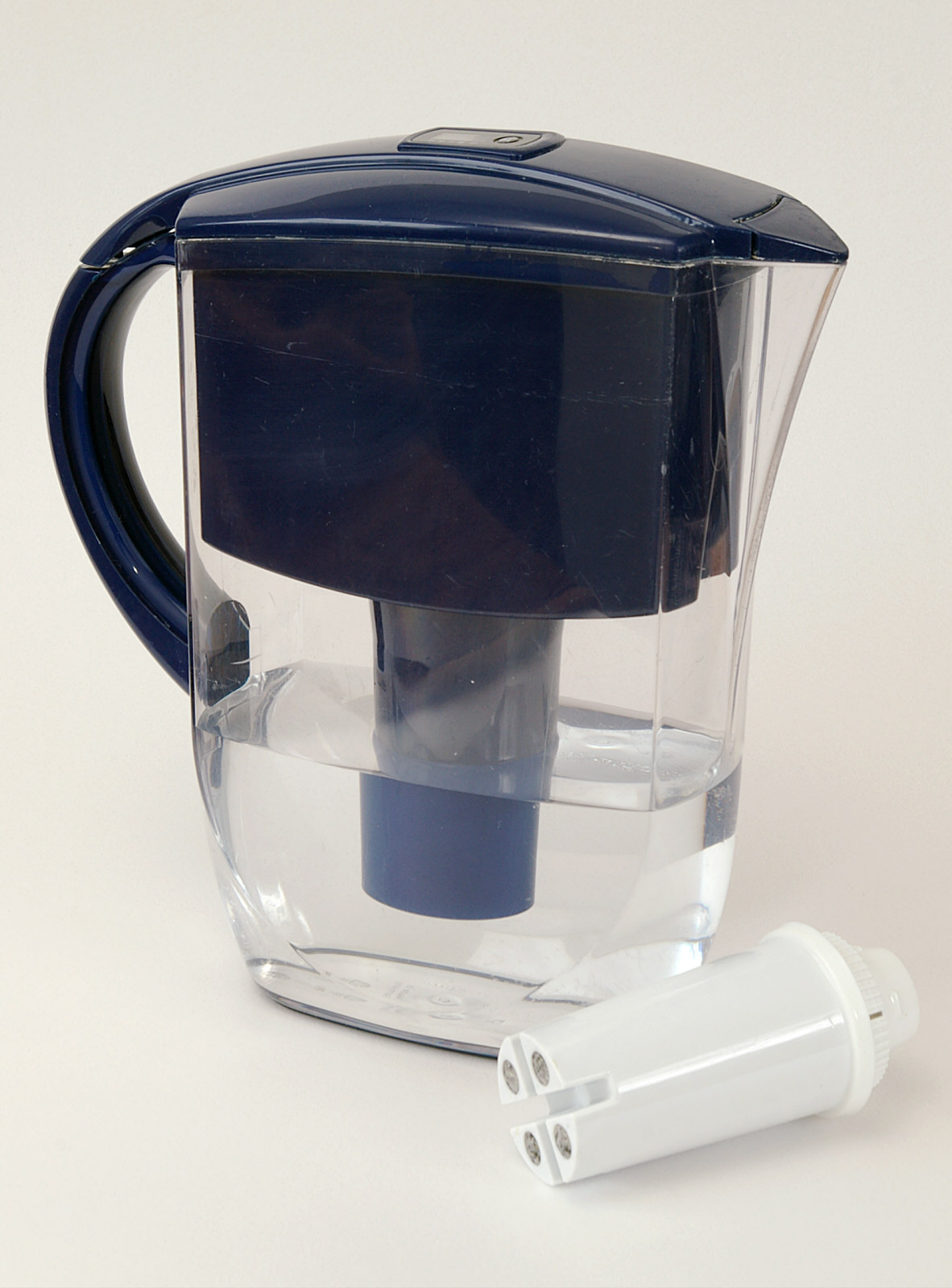
Filtrační konvice určená pro domácnosti

Vodní filtr je zařízení odstraňující nečistoty z vody pomocí jemné fyzické bariéry, chemického, nebo biologického procesu. Filtry čistí vodu v různé míře pro zavlažování, akvária a bazény, nebo k pití.

## Historie filtrace pitné vody
Během 19. a 20. století lze vodní filtry pro domácí užití obecně rozdělit na pomalé a rychlé pískové filtry (takzvané mechanické filtry a americké filtry). Přestože před rokem 1800 již bylo v provozu mnoho lokálních systémů filtrace, první systém obsluhující celé město je znám z města Paisley ve Skotsku. Do provozu byl uveden roku 1804 a jednalo se o pomalý pískový filtr. Mezi roky 1800 a 1810 byly v Británii a na kontinentu postaveny stovky těchto pomalých filtrů. Pomalý pískový filtr byl vybudován roku 1893 například také ve městě Lawrence (stát Massachusetts) kvůli epidemii břišního tyfu způsobené kontaminovaným zdrojem pitné vody.[zdroj⁠?!]
První nepřetržitě fungující pomalý pískový filtr byl navržen Allenem Hazenem pro město Albany ve státě New York roku 1897. Počátkem 19. století byla mechanická filtrace průmyslovým procesem závislým na přidání síranu hlinitého před začátkem filtrace. Rychlost mechanické filtrace byla oproti pomalé pískové filtraci šedesátinásobná, bylo na ní proto potřeba menší pozemky.[zdroj⁠?!]
První závod s moderní mechanickou filtrací byl v USA u Little Falls v New Jersey pro společnost East Jersey Water Company. Závod, který byl uveden do provozu roku 1902, vyprojektoval George W. Fuller.[zdroj⁠?!]

## Filtry pracujicí na principu reverzní osmózy
Procesem reverzní osmózy vzniká voda zbavená vápníku a hořčíku i dalších prospěšných látek, která je pití nevhodná.